# Картмазово (Владимирская область)
Картма́зово — село в Судогодском районе Владимирской области России. Входит в состав Андреевского сельского поселения.
Находится в 22 км к северо-востоку от Судогды и в 55 км к востоку от Владимира.
Улицы: Гагарина, Полевая, Центральная.

## История

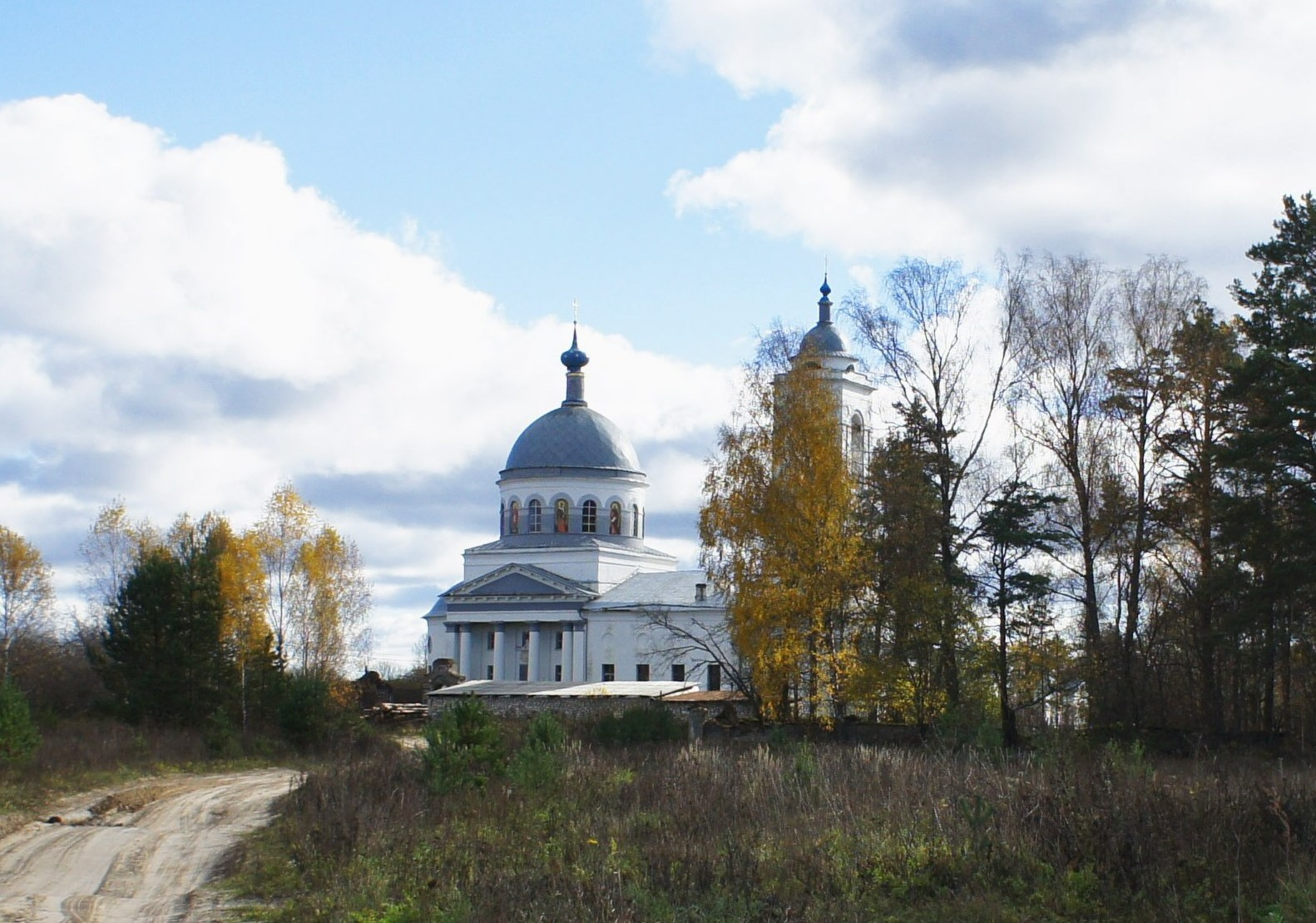
Церковь Воскресения Христова. 2013 год

В начале XVII века Картмазово было дворцовым селом, затем царём Михаилом Федоровичем было роздано в поместье разным служилым людям.
На общей земле в селе была деревянная церковь Воскресения Христова с приделом во имя Живоначальной Троицы.
В переписных книгах 1678 года село Картмазово продолжало числиться за разными помещиками.
Деревянная церковь в Картмазове просуществовала до 1720 года; в этом же году построили новую деревянную церковь. Простояв 10 лет, она сгорела. Ещё до пожара в селе началось строительство каменного храма. Храм был окончен в 1838 году, тогда же и освящён. В 1849—1850 годах при нём была построена каменная колокольня.
В 1848 в пустоши Горбуниха на реке Яда у села Картмазово князь Дмитрий Георгиевич Вяземский основал Горбунихинский (Горбуновский) стеклозавод. Впоследствии судогодсккий купец Иван Павлович Комиссаров в 1885 году приобрёл у князя Вяземского Горбуновский завод.
В XIX — начале XX века — крупное село Милиновской волости Судогодского уезда.
В 1933 году был арестован Николай Сперанский, в 1936 году — Арсений Тихомиров, а в 1937 году Иван Бабиков, после чего богослужения в храме прекратились.
В 1990-е годы храм открылся и стал восстанавливаться.

## Население
| 1859 | 1897 | 1905 | 1926 |
| ---- | ---- | ---- | ---- |
| 479  | 679  | 742  | 705  |

| 1859 | 1897 | 1905 | 1926 | 2002 | 2010 | 2021 |
| ---- | ---- | ---- | ---- | ---- | ---- | ---- |
| 479  | ↗679 | ↗742 | ↘705 | ↘197 | ↗218 | ↘138 |